# Cratere Odarka
Odarka  è un cratere sulla superficie di Venere.